# باولو سيزار شيمينيز
باولو سيزار شيمينيز (من مواليد 30 ديسمبر 1943 في ريو دي جانيرو) وهو اقتصادي برازيلي.
شغل منصب رئيس بانكو دو برازيل وكان الرئيس الثامن عشر للبنك المركزي (على غرار الاحتياطي الفيدرالي في الولايات المتحدة) من 26 مارس 1993 إلى 9 سبتمبر 1993. شغل عدة حقائب وزارية ومثل البرازيل في المؤتمرات الدولية بصفته الاقتصادية عدة مرات.